# Wedusan (Tiris)
Wedusan is een bestuurslaag in het regentschap Probolinggo van de provincie Oost-Java, Indonesië. Wedusan telt 3391 inwoners (volkstelling 2010).